# Type 3 Ho-Ni III
Il Type 3 Ho-Ni III è stato semovente d'artiglieria progettato e costruito dall'Impero giapponese verso la fine della seconda guerra mondiale. Nacque come evoluzione dei precedenti Type 1 Ho-Ni I e II che portavano il cannone in una casamatta scoperta: il Type 3 ebbe una postazione del tutto chiusa a protezione di un cannone da 75 mm.
Prodotto in appena trenta o quaranta esemplari, venne distribuito soltanto alle unità corazzate di stanza in Giappone. Gli Alleati tuttavia non sbarcarono mai sul suolo metropolitano nipponico sebbene i piani fossero pronti, e quindi il Type 3 non ebbe mai modo di essere adoperato in battaglia.

## Storia

### Sviluppo
Nel corso del 1943 lo stato Maggiore dell'esercito imperiale giapponese aveva compreso pienamente le limitazioni dei semoventi d'artiglieria Type 1 Ho-Ni I e Type 1 Ho-Ni II derivate dalla casamatta semiaperta che ne conteneva l'armamento, mettendo a repentaglio la vita della maggior parte dell'equipaggio e impedendo un utilizzo in scontri ravvicinati con altri mezzi corazzati (ingaggiabili grazie alla potenza delle artiglierie che montavano). Verso la fine dell'anno venne dunque richiesto un veicolo con una sovrastruttura completamente chiusa, sia per meglio proteggere serventi e cannone, che passò dal Type 90 da 75 mm al suo derivato Type 3 pari calibro, sia per utilizzarlo alla bisogna come cacciacarri. Un prototipo venne ricavato sullo scafo del carro medio Type 97 Chi-Ha opportunamente modificato e accettato dai vertici dell'esercito con la denominazione "Type 3 Ho-Ni III".

### Produzione
Un ordine di cinquantasette esemplari venne inoltrato alla Hitachi all'inizio del 1944, ma a causa delle carenze di materiali da costruzione, della scarsa organizzazione razionale dell'industria nipponica, delle priorità assegnate alla produzione in massa di velivoli e alla riparazione delle unità navali, la fabbricazione del semovente Type 3 fu lenta e poco consistente: soltanto trentuno oppure quarantuno esemplari furono completati. Una fonte afferma senza oscillazioni che furono prodotti trentuno esemplari e una terza riporta che vennero costruite quarantuno unità. La linea d'assemblaggio venne chiusa nel 1945 senza terminare l'ordine.

### Impiego operativo
Il Type 3 Ho-Ni III furono assegnati ai reggimenti carri come cacciacarri ma subì lo stesso destino di numerosi altri veicoli blindati giapponesi del periodo: rimase infatti nella riserva delle numerose forze poste a difesa del territorio metropolitano nipponico, pronte a respingere la non molto lontana invasione da parte delle forze statunitensi. La guerra nel Pacifico ebbe però fine nell'agosto 1945 e i Type 3 vennero dismessi senza essere mai stati utilizzati operativamente in battaglia.

## Caratteristiche
Il Type 3 Ho-Ni III era derivato dallo scafo del Type 97 Chi-Ha, carro armato medio cui era stata rimossa la torretta, modificata la sovrastruttura anteriore e fissata una casamatta squadrata del tutto chiusa: solo una fonte riporta la possibilità di ruotare tale struttura. Essa era la sede della dotazione offensiva, un cannone Type 3 da 75 mm lungo 38,4 calibri (L/38,4) ricavato dal cannone da campagna Type 90 che a sua volta era derivato dal pezzo francese Schneider mle 1919: con una velocità alla bocca di 680 m/s questo cannone perforava una corazza spessa 90 mm da 100 metri di distanza oppure una lastra spessa 65 mm se lo sparo avveniva da 1.000 metri. L'alzo copriva dai -5° ai +20° e il brandeggio orizzontale era limitato a 20°; entrambi erano ottenuti manualmente. La riprogettazione del telaio anteriore aveva però soppresso la mitragliatrice in casamatta poiché era previsto che il Type 3 combattesse dietro la prima linea, tuttavia questa soluzione rendeva il blindato indifeso agli attacchi della fanteria. Sebbene si fosse intervenuti sul disegno base, il tipo di corazzatura e gli spessori originali dello scafo non erano stati cambiati: ottenuta per larga parte mediante rivettatura, misurava 20 mm sul muso (inclinazione di 60° rispetto all'orizzontale), 16 mm sulla piastra di connessione tra scafo e sovrastruttura (a 60° e 8°), 9 mm sulle fiancate verticali e 20 mm sul retro stondato, mentre cielo e fondo (la cui distanza dal terreno - luce libera - era di 36 cm) arrivavano a 8 mm. La sovrastruttura presentava paistre spesse 16 mm e 25 mm sul frontale (inclinate a 8° e 79°), da 26 mm a 65° sui lati e da 13 mm per la sezione superiore.
Nel vano posteriore dello scafo era installato un Motore Diesel, che non era stato rimpiazzato: si trattava di un Mitsubishi Type 97 a 12 cilindri a V, erogante 170 hp a 2.000 giri al minuto. L'apparato era servito da un serbatoio contenente 235 litri di gasolio ed era collegato dall'albero motore alla trasmissione nello scafo anteriore, il cui cambio contava quattro marce avanti e una retromarcia. Il treno di rotolamento era composto dalla ruota motrice anteriore a doppia corona dentata, da una ruota di rinvio imperniata in fondo, da tre rulli superiori dei quali quello centrale singolo e da sei doppie ruote d'appoggio. Due carrelli univano le due coppie centrali e ognuno era provvisto di un braccio oscillante longitudinale, i quali erano vincolati alle estremità di una grossa molla elicoidale montata sul fianco dello scafo e parallela al terreno. Le due ruote più esterne erano state equipaggiate ciascuna con un singolo braccio dotato di molla elicoidale, che poggiava al capo libero sul braccio oscillante centrale relativo. Su tale sistema scorrevano cingoli larghi 305 mm, formati da 97 maglie con una guida a dente centrale atta a impedirne la fuoriuscita dalla gola delle ruote. Il semovente era operato da un equipaggio di 5 uomini.
Il Type 3 Ho-Ni III pesava in totale 17 tonnellate e sviluppava una pressione al suolo pari a 0,59 kg/cm2, era lungo 5,88 metri considerando anche i 38 cm di volata che sporgevano oltre il bordo anteriore dello scafo, il quale misurava 5,50 metri; l'altezza complessiva sfiorava i 2,40 metri. La velocità massima su strada era pari a 38 km/h, il consumo medio di carburante si attestava su 112 litri ogni 100 chilometri di percorrenza, il che garantiva un'autonomia massima di 210 chilometri. La mobilità del veicolo era buona, poiché padroneggiava pendenze fino a 34° e sormontava ostacoli alti fino a 0,90 metri; la capacità di guado arrivava a 1 metro e trincee larghe fino a 2,50 metri non rappresentavano un problema.